# Cantone di Les Pennes-Mirabeau
Il Cantone di Les Pennes-Mirabeau era una divisione amministrativa dell'arrondissement di Aix-en-Provence.
A seguito della riforma approvata con decreto del 18 febbraio 2014, che ha avuto attuazione dopo le elezioni dipartimentali del 2015, è stato soppresso.

## Composizione
Comprendeva i comuni di:
- Cabriès
- Les Pennes-Mirabeau
- Septèmes-les-Vallons